# Anisopleura lestoides
Anisopleura lestoides är en trollsländeart som först beskrevs av Selys 1853.  Anisopleura lestoides ingår i släktet Anisopleura och familjen Euphaeidae. IUCN kategoriserar arten globalt som livskraftig. Inga underarter finns listade i Catalogue of Life.